# مت ژوکوویچ
مت ژوکوویچ (به انگلیسی: Matt Jaukovic) (زادهٔ ۱۷ نوامبر ۱۹۸۵) شناگر اهل استرالیا است.